# Gnaphalieae
Gnaphalieae, veliki tribus glavočika u potporodici Asteroideae. Postoji preko 180 rodova i 8 podtribusa.

## Subtribusi i rodovi
1. Subtribus Athrixiinae Benth. & Hook.f.
  1. Alatoseta Compton (1 sp.)
  2. Athrixia Ker Gawl. (15 spp.)
  3. Lepidostephium Oliv. (2 spp.)
  4. Phagnalon Cass. (36 spp.)
  5. Pentatrichia Klatt (5 spp.)
2. Subtribus Leyseriinae Less.
  1. Arrowsmithia DC. (12 spp.)
  2. Fluminaria N. G. Bergh (1 sp.)
  3. Nestlera Spreng. (1 sp.)
  4. Rhynchopsidium DC. (2 spp.)
  5. Leysera L. (3 spp.)
  6. Oedera L. (38 spp.)
  7. Oxylaena Benth. ex Anderb. (1 sp.)
3. Subtribus Klada Metalasia
  1. Amphiglossa DC. (10 spp.)
  2. Pterothrix DC. (3 spp.)
  3. Muscosomorphe J.C.Manning (1 sp.)
  4. Disparago Gaertn. (9 spp.)
  5. Myrovernix Koek. (5 spp.)
  6. Dicerothamnus Koek. (2 spp.)
  7. Elytropappus Cass. (3 spp.)
  8. Seriphium L. (15 spp.)
  9. Stoebe L. (16 spp.)
  10. Ifloga Cass. (14 spp.)
  11. Dolichothrix Hilliard & B. L. Burtt (1 sp.)
  12. Atrichantha Hilliard & B. L. Burtt (1 sp.)
  13. Calotesta P. O. Karis (1 sp.)
  14. Hydroidea P. O. Karis (1 sp.)
  15. Phaenocoma D. Don (1 sp.)
  16. Lachnospermum Willd. (5 spp.)
  17. Metalasia R. Br. (57 spp.)
  18. Planea P. O. Karis (1 sp.)
4. Subtribus Klada Lasiopogon
  1. Lasiopogon Cass. (7 spp.)
5. Subtribus Gnaphaliinae Dumort.
  1. Galeomma Rauschert (2 spp.)
  2. Achyrocline (Less.) DC. (45 spp.)
  3. Helichrysum Mill. (558 spp.)
  4. Aphelexis D. Don (4 spp.)
  5. Chiliocephalum Benth. (2 spp.)
  6. Syncephalum DC. (5 spp.)
  7. Stenocline DC. (2 spp.)
  8. Catatia Humbert (2 spp.)
  9. Pseudognaphalium Kirp. (112 spp.)
  10. Quasiantennaria R.J.Bayer & M.O.Dillon (1 sp.)
  11. Anaphalis DC. (110 spp.)
  12. Plecostachys Hilliard & B. L. Burtt (2 spp.)
  13. Tenrhynea Hilliard & B. L. Burtt (1 sp.)
  14. Syncarpha DC. (20 spp.)
  15. Libinhania N. Kilian, Galbany, Oberpr. & A. G. Mill. (13 spp.)
  16. Gnaphalium L. (31 spp.)
  17. Cladochaeta DC. (1 sp.)
  18. Achyranthemum N. G. Bergh (7 spp.)
6. Subtribus Antennariinae Rouy
  1. Omalotheca Cass. (9 spp.)
  2. Castroviejoa Galbany et al. (2 spp.)
  3. Psilocarphus Nutt. (4 spp.)
  4. Logfia Cass. (9 spp.)
  5. Micropus L. (1 sp.)
  6. Chamaepus Wagenitz (1 sp.)
  7. Gnomophalium Greuter (1 sp.)
  8. Stylocline Nutt. (8 spp.)
  9. Ancistrocarphus A. Gray (2 spp.)
  10. Hesperevax (A. Gray) A. Gray (3 spp.)
  11. Bombycilaena (DC.) Smoljan. (3 spp.)
  12. Filago L. (47 spp.)
  13. Leontopodium (Pers.) R. Br. (57 spp.)
  14. Mexerion G. L. Nesom (3 spp.)
  15. Gnaphaliothamnus Kirp. (18 spp.)
  16. Jalcophila M. O. Dillon & Sagást. (3 spp.)
  17. Andicolea Mayta & Molinari (20 spp.)
  18. Mniodes (A. Gray) Benth. & Hook.f. (23 spp.)
  19. Diaperia Nutt. (3 spp.)
  20. Antennaria Gaertn. (45 spp.)
  21. Dielitzia P. S. Short (1 sp.)
  22. Cuatrecasasiella H. Rob. (2 spp.)
  23. Chryselium Urtubey & S. E. Freire (1 sp.)
  24. Orognaphalon G. L. Nesom (4 spp.)
  25. Hypserion G. L. Nesom (5 spp.)
  26. Chevreulia Cass. (6 spp.)
  27. Gamochaeta Wedd. (60 spp.)
  28. Chionolaena DC. (12 spp.)
  29. Lucilia Cass. (9 spp.)
  30. Belloa J. Rémy (5 spp.)
  31. Berroa Beauverd (1 sp.)
  32. Facelis Cass. (3 spp.)
  33. Micropsis DC. (5 spp.)
  34. Raouliopsis S. F. Blake (2 spp.)
7. Subtribus Angianthinae Benth.
  1. Troglophyton Hilliard & B. L. Burtt (6 spp.)
  2. Vellereophyton Hilliard & Burtt (7 spp.)
  3. Anaxeton Gaertn. (10 spp.)
  4. Anderbergia B. Nord. (6 spp.)
  5. Langebergia Anderb. (1 sp.)
  6. Edmondia Cass. (3 spp.)
  7. Helichrysopsis Kirp. (1 sp.)
  8. Petalacte D. Don (1 sp.)
  9. Stuartina Sond. (2 spp.)
  10. Parantennaria Beauverd (1 sp.)
  11. Millotia Cass. (17 spp.)
  12. Ewartia Beauverd (4 spp.)
  13. Argyrotegium J. M. Ward & Breitw. (4 spp.)
  14. Euchiton Cass. (18 spp.)
  15. Ewartiothamnus Anderb. (1 sp.)
  16. Leucogenes Beauverd (4 spp.)
  17. Raoulia Hook.f. (23 spp.)
  18. Rachelia J. M. Ward & Breitw. (1 sp.)
  19. Anaphalioides (Benth. & Hook.f.) Kirp. (7 spp.)
  20. Pterygopappus Hook.f. (1 sp.)
  21. Gilberta Turcz. (1 sp.)
  22. Ixiolaena Benth. (2 spp.)
  23. Chthonocephalus Steetz (6 spp.)
  24. Tietkensia P. S. Short (1 sp.)
  25. Trichanthodium Sond. & F. Muell. (4 spp.)
  26. Siloxerus Labill. (5 spp.)
  27. Pogonolepis Steetz (3 spp.)
  28. Sondottia P. S. Short (2 spp.)
  29. Blennospora A. Gray (3 spp.)
  30. Decazesia F. Muell. (1 sp.)
  31. Quinqueremulus Paul G. Wilson (1 sp.)
  32. Polycalymma F. Muell. & Sond. (1 sp.)
  33. Erymophyllum Paul G. Wilson (5 spp.)
  34. Cephalosorus A. Gray (1 sp.)
  35. Cephalipterum A. Gray (1 sp.)
  36. Neotysonia Dalla Torre & Harms (1 sp.)
  37. Argentipallium Paul G. Wilson (5 spp.)
  38. Eriochlamys Sond. & F. Muell. (4 spp.)
  39. Rutidosis DC. (8 spp.)
  40. Phacellothrix F. Muell. (1 sp.)
  41. Fitzwillia P. S. Short (1 sp.)
  42. Dithyrostegia A. Gray (2 spp.)
  43. Podotheca Cass. (8 spp.)
  44. Leiocarpa Paul G. Wilson (10 spp.)
  45. Feldstonia P. S. Short (1 sp.)
  46. Myriocephalus Benth. (15 spp.)
  47. Rhetinocarpha Paul G. Wilson & M. A. Wilson (1 sp.)
  48. Calocephalus R. Br. (16 spp.)
  49. Balladonia P. S. Short (2 spp.)
  50. Lemooria P. S. Short (1 sp.)
  51. Gilruthia Ewart (1 sp.)
  52. Gnephosis Cass. (17 spp.)
  53. Notisia P. S. Short (1 sp.)
  54. Actinobole Endl. (4 spp.)
  55. Angianthus J. C. Wendl. (19 spp.)
  56. Epitriche Turcz. (1 sp.)
  57. Quinetia Cass. (1 sp.)
  58. Bellida Ewart (1 sp.)
8. Subtribus Grupa Schoenia
  1. Schoenia Steetz (5 spp.)
  2. Pithocarpa Lindl. (5 spp.)
  3. Hyalosperma Steetz (9 spp.)
  4. Leucozoma T. L. Collins (5 spp.)
  5. Coronidium Paul G. Wilson (16 spp.)
  6. Rhodanthe Lindl. (47 spp.)
  7. Pycnosorus Benth. (6 spp.)
  8. Craspedia G. Forst. (32 spp.)
  9. Acanthocladium F. Muell. (1 sp.)
  10. Ammobium R. Br. (3 spp.)
  11. Waitzia J. C. Wendl. (7 spp.)
  12. Leptorhynchos Less. (11 spp.)
  13. Leucochrysum (DC.) Paul G. Wilson (5 spp.)
  14. Anemocarpa Paul G. Wilson (3 spp.)
  15. Xerochrysum Tzvelev (25 spp.)
  16. Acomis F. Muell. (4 spp.)
  17. Pterochaeta Steetz (1 sp.)
  18. Chrysocephalum Walp. (10 spp.)
  19. Gratwickia F. Muell. (1 sp.)
  20. Hyalochlamys A. Gray (1 sp.)
  21. Haegiela P. S. Short & Paul G. Wilson (1 sp.)
  22. Triptilodiscus Turcz. (1 sp.)
  23. Haptotrichion Paul G. Wilson (2 spp.)
  24. Lawrencella Lindl. (2 spp.)
  25. Asteridea Lindl. (9 spp.)
  26. Panaetia Cass. (4 spp.)
  27. Siemssenia Steetz (2 spp.)
  28. Podolepis Labill. (20 spp.)
  29. Walshia Jeanes (1 sp.)
  30. Ixodia R. Br. (2 spp.)
  31. Argyroglottis Turcz. (1 sp.)
  32. Paenula Orchard (1 sp.)
  33. Apalochlamys Cass. (1 sp.)
  34. Ozothamnus R. Br. (61 spp.)
  35. Cremnothamnus Puttock (1 sp.)
  36. Odixia Orchard (2 spp.)
  37. Haeckeria F. Muell. (3 spp.)
  38. Calomeria Vent. (4 spp.)
  39. Humeocline Anderb. (1 sp.)
  40. Basedowia E. Pritz. (1 sp.)
  41. Thiseltonia Hemsl. (2 spp.)
  42. Cassinia R. Br. (47 spp.)
  43. Taplinia Lander (1 sp.)